# NAKS
NAKS, voluit Na Afrikan Kulturu fu Sranan (vertaald: Onze Afrikaanse Cultuur van Suriname), is een sociaal-culturele organisatie die zich richt op Afro-Surinamers. Naast het hoofdkantoor in Paramaribo is de NAKS Volkshogeschool (voorheen Volkshogeschool Kofidjompo) gevestigd in Lelydorp. Aanvankelijk richtte NAKS zich vooral op Creoolse Surinamers.
De organisatie werd in 1948 opgericht met Eugène Drenthe als eerste voorzitter. Aanvankelijk luidde de naam voluit Na Arbeid Komt Sport en was het een vereniging voor meerdere sporten. Na verloop van tijd ontwikkelde ze zich tot een sociaal-culturele organisatie voor de bevordering van taal, sport, muziek, kunst en ambachten.

## Geschiedenis

### Sportclub
De club werd op 4 mei 1947 opgericht als TOP (Tot Ons Plezier) en een jaar later hernoemd tot NAKS (Na Arbeid Komt Sport). Het team speelde zijn thuiswedstrijden op het Gouvernementsplein en nam deel aan de SVB Hoofdklasse. Door de jaren heen speelden meerdere voetballers van de club voor het Surinaamse voetbalelftal, onder wie Frits Purperhart, Leo Schipper en Roy Vanenburg.
Daarnaast had NAKS een korfbal- en gymnastiekteam, evenals een theatergroep en een muziek- en dansschool. De eerste voorzitter, Eugène Drenthe, kenmerkte NAKS als een sociale club die een gezonde levensstijl promoot. Drenthe groeide als kind op straat op en hij maakte het tot zijn missie om een platform voor de jeugd te bieden. In 1958 kocht NAKS een eigen pand.

### Uitvoerende kunst
Geïnspireerd door een omgeving waarin Creolen en Hindoestanen samenleefden, scheef Drenthe in 1959 zijn eerste toneelstuk Rudie, het voetbaljongetje. In 1964 financierde de Stichting voor Culturele Samenwerking een reis van de Nederlandse poppenspeler Henk Zoutendijk die in Paramaribo lessen gaf aan leden.
NAKS was aanvankelijk opgericht als een multicultureel toneelgezelschap voor verschillende bevolkingsgroepen, maar specialiseerde zich in de loop van de tijd in Creools volkstheater. Sinds ongeveer het tweede decennium van de 21e werd is de organisatie gericht op op Afro-Surinamers in zijn algemeenheid.
De NAKS Kaseko Loco is een kasekogroep die in 1995 binnen NAKS werd opgericht.

### Volkshogeschool
In 1965 reisde Drenthe naar Nederland om naar de Volkshogeschool Overcinge te gaan. De formule van een Volkshogeschool sprak Drenthe aan, in het bijzonder de combinatie van onderwijs, discussie, sport, muziek, gezelligheid en praktisch werk gericht op gezin, werk en natievorming. Bij terugkeer werkte hij aan de opzet ervan in Suriname.
Op 29 april 1973 werd in Lelydorp de Volkshogeschool Kofidjompo geopend. De toenmalige gouverneur van Suriname, Johan Ferrier, was aanwezig bij de openingsceremonie. De school kreeg de naam Kofidjompo naar de vroegere naam van Lelydorp. De naam Kofidjompo komt van een weggelopen slaaf genaamd Kofi die probeerde te ontsnappen naar de vrijheid door over de rivier te springen. Djompo betekent springen in het Sranan, en Lelydorp is de locatie waar hij zijn poging deed.
In 1973 waren er vier vaste leraren op de school. Norine Baarn, Wilma Plet, Grace Molengraaf en James Ramlall. Norine Baarn werd in 2019 voor haar werk voor Afro-Surinamers onderscheiden met de Andreaspenning. 
Eind 1975 werd Ramlall de nieuwe schooldirecteur. Rond dezelfde tijd volgde de Surinaamse onafhankelijkheid. Drenthe had het gevoel dat het land daar nog niet klaar voor was en verdween steeds meer naar de achtergrond, tot hij in 1977 emigreerde naar Nederland.
Later vertrokken enkele medewerkers en richtten een eigen school op. Medio 1994 volgde Eric Rudge Wilgo Baarn op als voorzitter. Hij had als inzet om de schuldenpositie op orde te brengen. In 1995 vertrok Rudge voor studie naar het buitenland.
Hij werd opgevolgd door Elfriede Baarn-Dijksteel, die de eerste vrouwelijke voorzitter van de organisatie werd. Sindsdien verliep de aanpak van NAKS zich over twee sporen, met aan de ene kant het onderzoeken en documenteren van de Creoolse cultuur en daarnaast het geven van onderwijs in de breedste zin van het woord.
In 2010 werd Baarn-Dijksteel opgevolgd door Siegmien Power-Staphorst.

## Afdelingen
- NAKS Ala Firi
- NAKS Kwansa
- NAKS Kawina & Dron
- NAKS Kaseko/Kawina Loco
- NAKS Wan Rutu
- NAKS Nederland, sinds 2010[4]

## Voorzitters
- 1948-1974: Eugène Drenthe
- 1974-1980: James Ramlall
- 1980-1994: Wilgo Baarn
- 1994-1995: Eric Rudge
- 1995-2010: Elfriede Baarn-Dijksteel
- 2010-heden: Siegmien Power-Staphorst

## Discografie
- 1974: Okrobrafoenetie (elpee), Kwakoe Records
- 1975: Kar 'Djebrie M'Dadie, Omega International
- 1976: Dit Is Suriname album, Omega

## Iconenkalender
Toen NAK in 2017 haar zeventigste verjaardag vierde, ontstond het idee van een iconenkalender, die met ingang van het kalenderjaar 2018 werd gestart. Per maand wordt een persoon belicht die een voorbeeldrol heeft vervuld voor de Surinaamse samenleving.